# Rhizocarpon caesium
Rhizocarpon caesium är en lavart som beskrevs av Fryday. Rhizocarpon caesium ingår i släktet Rhizocarpon och familjen Rhizocarpaceae.  Arten är reproducerande i Sverige. Inga underarter finns listade i Catalogue of Life.